# Maria Domenica del Liechtenstein
Maria Domenica del Liechtenstein (nome completo in tedesco Maria Dominika Magdalena; 5 agosto 1698 o 1699 – 3 giugno 1724) è stata principessa consorte di Auersperg dal 1719 al 1724, come moglie del principe Enrico Giuseppe.

## Biografia
La principessa Maria Domenica nacque nel 1698 o nel 1699, undicesimogenita di Giovanni Adamo I e di Erdmuthe di Dietrichstein-Nikolsburg.
Imparò prima da Georg Weißkapel, poi, tra il 1710 e il 1711, con Ferdinand Ägidius Schwendenman, a far di conto, leggere e scrivere in tedesco.
Il 21 maggio 1719 sposò a Vienna il principe Enrico Giuseppe di Auersperg.
Morì nel 1724 ad almeno 24 anni e fu tumulata nella chiesa parrocchiale di Sant'Egidio a Červený Hrádek, frazione della città ceca di Jirkov.

## Discendenza
Maria Domenica del Liechtenstein ed Enrico Giuseppe di Auersperg ebbero due figli e una figlia:
- Carlo Giuseppe (1720-1800);
- Giovanni Adamo Giuseppe (27 agosto 1721 - 11 novembre 1795);
- Maria Teresa (16 agosto 1722 - 13 settembre 1732).

## Ascendenza
|                                               |                               |                                                  | Genitori                                         |  |  | Nonni |  |  | Bisnonni                  |  |  | Trisnonni                     |  |
|                                               |                               |                                                  |                                                  |  |  |       |  |  | Carlo I del Liechtenstein |  |  | Hartmann II del Liechtenstein |  |
|                                               |                               |                                                  |                                                  |  |  |       |  |  | Carlo I del Liechtenstein |  |  | Hartmann II del Liechtenstein |  |
|                                               |                               | Anna Maria di Ortenburg                          |                                                  |  |  |       |  |  | Carlo I del Liechtenstein |  |  |                               |  |
| Carlo Eusebio del Liechtenstein               |                               |                                                  |                                                  |  |  |       |  |  | Carlo I del Liechtenstein |  |  |                               |  |
|                                               |                               | Anna Maria Šemberová von Boskovic und Černá Hora | Jan Šembera z Boskovic                           |  |  |       |  |  |                           |  |  |                               |  |
|                                               |                               | Anna Maria Šemberová von Boskovic und Černá Hora | Jan Šembera z Boskovic                           |  |  |       |  |  |                           |  |  |                               |  |
|                                               |                               | Anna Maria Šemberová von Boskovic und Černá Hora | Anna Kragjrz z Kraigk                            |  |  |       |  |  |                           |  |  |                               |  |
| Giovanni Adamo I del Liechtenstein            |                               | Anna Maria Šemberová von Boskovic und Černá Hora |                                                  |  |  |       |  |  |                           |  |  |                               |  |
|                                               |                               | Massimiliano di Dietrichstein                    | Sigismondo II di Dietrichstein                   |  |  |       |  |  |                           |  |  |                               |  |
|                                               |                               | Massimiliano di Dietrichstein                    | Sigismondo II di Dietrichstein                   |  |  |       |  |  |                           |  |  |                               |  |
|                                               |                               | Massimiliano di Dietrichstein                    | Giovanna della Scala                             |  |  |       |  |  |                           |  |  |                               |  |
| Giovanna Beatrice di Dietrichstein-Nikolsburg |                               | Massimiliano di Dietrichstein                    |                                                  |  |  |       |  |  |                           |  |  |                               |  |
|                                               |                               | Anna Maria del Liechtenstein                     | Carlo I del Liechtenstein                        |  |  |       |  |  |                           |  |  |                               |  |
|                                               |                               | Anna Maria del Liechtenstein                     | Carlo I del Liechtenstein                        |  |  |       |  |  |                           |  |  |                               |  |
|                                               |                               | Anna Maria del Liechtenstein                     | Anna Maria Šemberová von Boskovic und Černá Hora |  |  |       |  |  |                           |  |  |                               |  |
| Maria Domenica del Liechtenstein              |                               | Anna Maria del Liechtenstein                     |                                                  |  |  |       |  |  |                           |  |  |                               |  |
|                                               | Massimiliano di Dietrichstein | Sigismondo II di Dietrichstein                   |                                                  |  |  |       |  |  |                           |  |  |                               |  |
|                                               | Massimiliano di Dietrichstein | Sigismondo II di Dietrichstein                   |                                                  |  |  |       |  |  |                           |  |  |                               |  |
|                                               | Massimiliano di Dietrichstein | Giovanna della Scala                             |                                                  |  |  |       |  |  |                           |  |  |                               |  |
| Ferdinando Giuseppe di Dietrichstein          | Massimiliano di Dietrichstein |                                                  |                                                  |  |  |       |  |  |                           |  |  |                               |  |
|                                               |                               | Anna Maria del Liechtenstein                     | Carlo I del Liechtenstein                        |  |  |       |  |  |                           |  |  |                               |  |
|                                               |                               | Anna Maria del Liechtenstein                     | Carlo I del Liechtenstein                        |  |  |       |  |  |                           |  |  |                               |  |
|                                               |                               | Anna Maria del Liechtenstein                     | Anna Maria Šemberová von Boskovic und Černá Hora |  |  |       |  |  |                           |  |  |                               |  |
| Erdmuthe di Dietrichstein-Nikolsburg          |                               | Anna Maria del Liechtenstein                     |                                                  |  |  |       |  |  |                           |  |  |                               |  |
|                                               |                               | Giovanni Antonio I di Eggenberg                  | Giovanni Ulrico di Eggenberg                     |  |  |       |  |  |                           |  |  |                               |  |
|                                               |                               | Giovanni Antonio I di Eggenberg                  | Giovanni Ulrico di Eggenberg                     |  |  |       |  |  |                           |  |  |                               |  |
|                                               |                               | Giovanni Antonio I di Eggenberg                  | Maria Sidonia von Thannhausen                    |  |  |       |  |  |                           |  |  |                               |  |
| Maria Elisabetta di Eggenberg                 |                               | Giovanni Antonio I di Eggenberg                  |                                                  |  |  |       |  |  |                           |  |  |                               |  |
|                                               |                               | Anna Maria di Brandenburgo-Bayreuth              | Cristiano di Brandeburgo-Bayreuth                |  |  |       |  |  |                           |  |  |                               |  |
|                                               |                               | Anna Maria di Brandenburgo-Bayreuth              | Cristiano di Brandeburgo-Bayreuth                |  |  |       |  |  |                           |  |  |                               |  |
|                                               |                               | Anna Maria di Brandenburgo-Bayreuth              | Maria di Hohenzollern                            |  |  |       |  |  |                           |  |  |                               |  |
|                                               |                               | Anna Maria di Brandenburgo-Bayreuth              |                                                  |  |  |       |  |  |                           |  |  |                               |  |